# Naturpark Märkische Schweiz
Der Naturpark Märkische Schweiz ist mit einer Fläche von 205 km² das kleinste Großschutzgebiet im Land Brandenburg. Dabei wurde der südliche Teil der Märkischen Schweiz um Buckow am 1. Dezember 1990 mit dem Nationalparkprogramm der DDR als Großschutzgebiet festgesetzt und ist damit der älteste Naturpark in Brandenburg. Träger des Naturparks ist das Land Brandenburg. Als Wappentier fungiert die Gemeine Keiljungfer. Hauptort des Naturparks ist Buckow.

## Lage und Verkehrsanbindung
Der Naturpark liegt ca. 60 km östlich von Berlin im Landkreis Märkisch-Oderland im Osten des Bundeslandes Brandenburg.
Mit der Eisenbahn ist der Naturpark über die Regionalbahnstrecke Berlin-Lichtenberg – Küstrin (Ostbahn) über den Bahnhof Müncheberg (Mark) erreichbar. Von hier zweigt die in den Sommermonaten als Museumsbahn am Wochenende verkehrende Buckower Kleinbahn nach Buckow ab.
Die Bundesstraßen 1 und 5 tangieren den Naturpark in seinem südlichen Teil.

## Natur

### Landschaft
Die Landschaft in der Märkischen Schweiz ist von der Eiszeit geprägt. Bei den Höhen handelt es sich um Endmoränen. Die höchste Erhebung des Naturparks ist mit 129 Meter der Krugberg. In der Nacheiszeit haben sich Schmelzwasserrinnen, Seen, Moore und Sölle gebildet. Im Zentrum des Naturparks liegt der Schermützelsee. Das zentrale Fließgewässer des Naturparks ist der Stobber. Der Bach entspringt auf der Nordsee-Ostsee-Wasserscheide. Sein Scheitelbereich mit einer Pseudobifurkation liegt in 48 m ü. NN im Niedermoorgebiet Rotes Luch. Der 25 Kilometer lange Bach fließt vom Roten Luch durch Buckow zum Oderbruch. Er vereinigt sich bei Altfriedland mit dem Quappendorfer Kanal zum Friedländer Strom, dessen Wasser über die Alte Oder, die Hohensaaten-Friedrichsthaler Wasserstraße und die Oder im Stettiner Haff der Ostsee zugeführt wird.

### Schutzgebiete
Das Großschutzgebiet (GSG) Naturpark Märkische Schweiz wurde mit der Verordnung über die Festsetzung von Naturschutzgebieten und einem Landschaftsschutzgebiet von zentraler Bedeutung als Naturpark Märkische Schweiz zum 1. Oktober 1990 rechtskräftig ausgewiesen und weist eine Fläche von 205 km² auf.
Der gesamte Naturpark (100 %) ist als Landschaftsschutzgebiet (LSG) ausgewiesen. Außerdem gibt es im Naturpark sechs Naturschutzgebiete (NSG) mit einer Gesamtfläche von 19 km² (9 %), darunter das zentrale 884 Hektar umfassende Naturschutzgebiet Stobbertal, das den Stobber auf rund 13 Kilometer Länge begleitet. Das Naturschutzgebiet ist zugleich, unter anderem hinsichtlich der Kleinen Flussmuschel als besonders schützenswerter FFH-Art nach Anhang II, als FFH-Gebiet ausgewiesen. 87,1 % des Naturparkgebietes sind außerdem als Europäisches Vogelschutzgebiet (SPA) ausgewiesen, darunter das Europäische Vogelschutzgebiet Altfriedländer Teich- und Seengebiet um den Kietzer See in der Nordostecke des Naturparks. Des Weiteren liegen weitere 14 Fauna-Flora-Habitate (FFH) im Naturpark.

## Tourismus

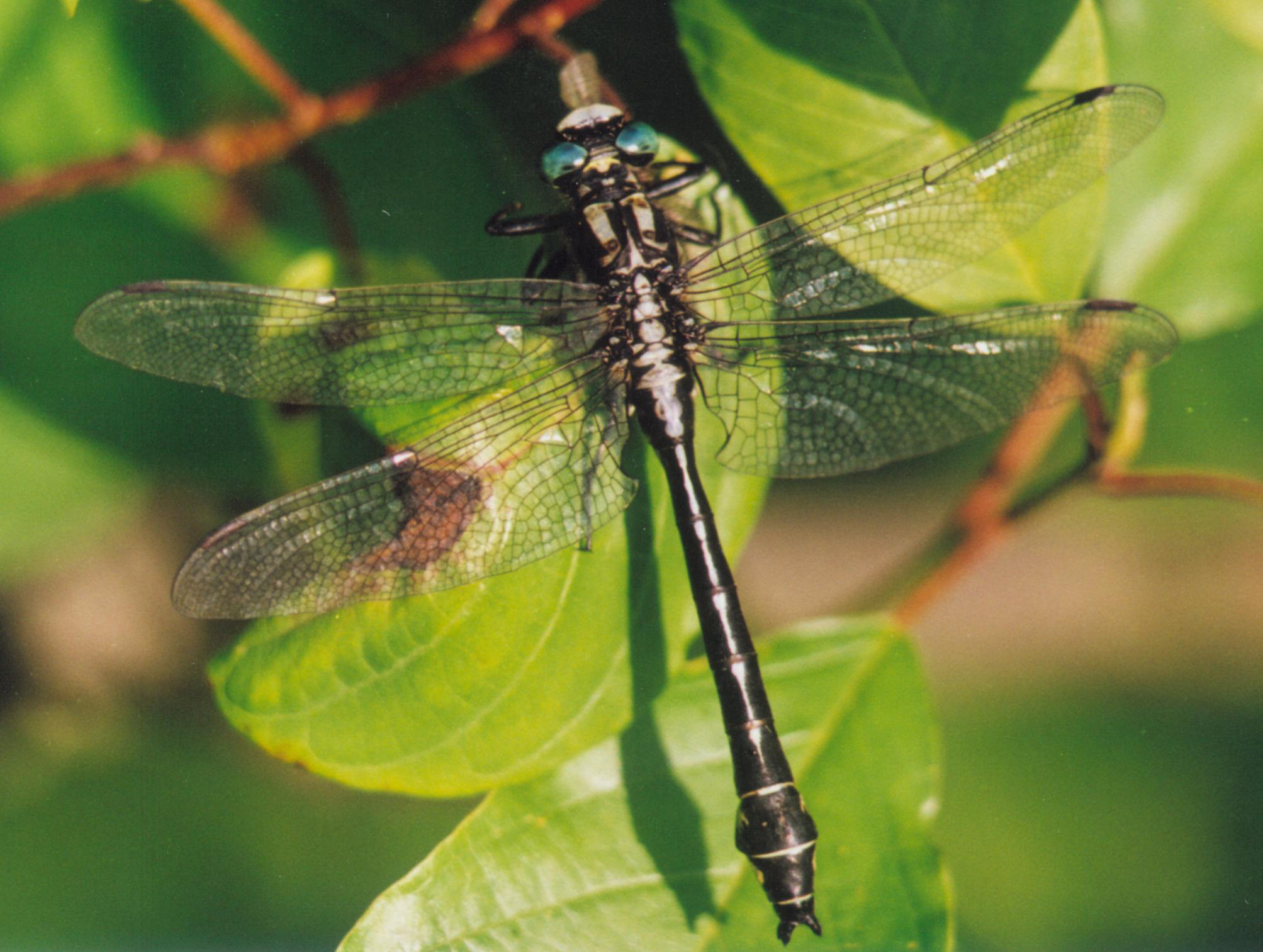
Die Gemeine Keiljungfer, das Wappentier des Naturparks

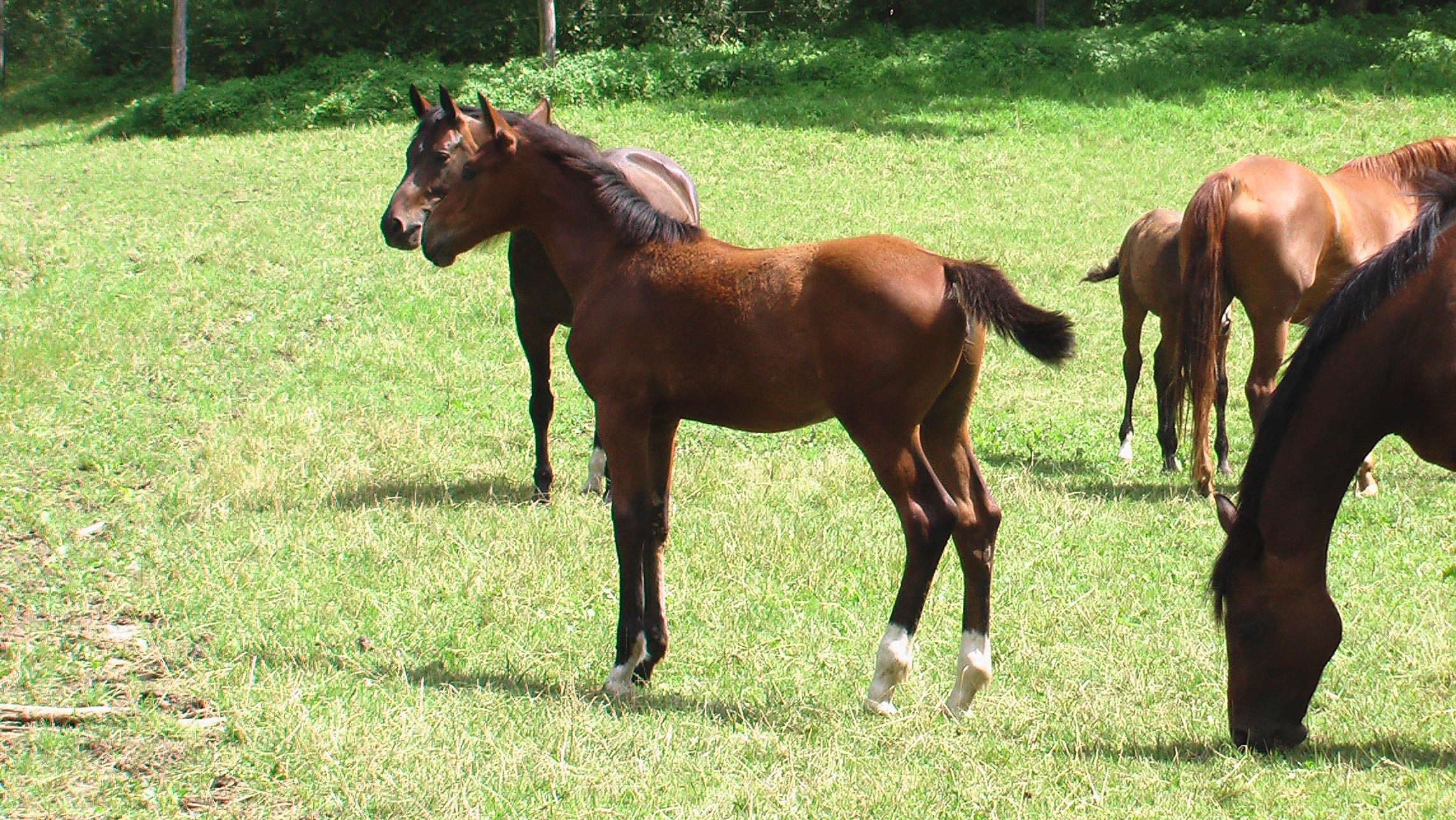
Pferde in der Märkischen Schweiz

Der Europaradweg R1 führt durch den Naturpark. Heute können Besucher auf dem 150 Kilometer umfassenden Wanderwegenetz durch die „Märkische Schweiz“ wandern. Als einen reizvollen Wanderweg ist der „Poetenstieg“ zu nennen, der beginnend in Buckow durch die Mischwälder und Schlucht der Silberkehle führt. Schon bekannte Dichter und Schriftsteller, wie Theodor Fontane, Bertolt Brecht und andere waren hier zugegen. Einen kulturhistorischen Anziehungspunkt bildet das ehemalige Zisterzienserinnen-Kloster Friedland mit seiner Klosterkirche und dem Klostersee. Die Kirche und die Gebäudereste gelten neben Chorin architekturhistorisch als bedeutsamste mittelalterliche Klosterbauten der Region Barnim/Oderbruch. Eine kultur- und bauhistorische Route auf den Spuren des Baumaterials Feldstein bildet die 2012 eröffnete Oberbarnimer Feldsteinroute. In Buckow erinnert das Museum und der Veranstaltungsort Brecht-Weigel-Haus an das Künstlerehepaar.
Siehe auch: Tourismus in Brandenburg

### Naturparkzentrum „Schweizer Haus“
Im „Schweizer Haus“, dem Besucherzentrum des Naturparks in Buckow, gibt es eine Ausstellung über den Naturpark und Informationen für Besucher.

### Fledermaus-Museum Julianenhof
Im Fledermaus-Museum Julianenhof ist eine ständige Ausstellung über Fledermäuse zu sehen. Es finden Führungen und Vorträge statt. Besucher erfahren, wie man die Tiere und ihren Lebensraum effektiv schützt.

## Statistische Angaben
- Gesamtfläche: 205 km² (100 %)
- Naturschutzgebiete: 19,0 km² (9 %)
- Landschaftsschutzgebiete: 186 km² (91 %)
- Einwohnerzahl: ca. 5.700
- Bevölkerungsdichte: ca. 28 EW/km² (Vergleich Berlin: ca. 3.800 EW/km²)

- Landwirtschaftliche Nutzfläche: 79,9 km² (49,0 %)
- Wald: 62,9 km² (38,6 %)
- Wasserflächen: 6,4 km² (3,9 %)